# Marisol Agüero Colunga
Marisol Agüero Colunga (Lima, 30 de marzo de 1961) es una diplomática peruana, actual Embajadora del Perú ante el Reino de los Países Bajos.

## Estudios
Realizó sus estudios escolares en el Colegio Sagrados Corazones Belén de Lima.
Estudió Derecho en la Pontificia Universidad Católica del Perú y Relaciones Internacionales y Diplomacia en la Academia Diplomática del Perú.
Realizó una Maestría en Derecho Marítimo Internacional en el Instituto de la Organización Marítima Internacional (IMLI), en Malta, de donde se graduó con los máximos honores.

## Vida diplomática
Se incorporó al servicio diplomático peruano en 1991 y se ha desempeñado hasta la fecha en el área de Soberanía Marítima del Ministerio de Relaciones Exteriores del Perú, así como en las Embajadas peruanas en Francia, Reino Unido, Países Bajos, Rumanía y Grecia. 
Desde 2004 prestó funciones en la Asesoría del Ministro de Relaciones Exteriores del Perú en Asuntos de Derecho del Mar, que tenía por principal responsabilidad organizar el inicio y gestión del proceso sobre delimitación marítima entre el Perú y Chile que se iniciaría en el año 2008 en la Corte Internacional de Justicia a instancias del Perú. En el año 2008 estuvo a cargo de dicha Asesoría. Posteriormente, fue designada para desempeñarse en la Embajada del Perú en el Reino de los Países Bajos con sede en La Haya, a partir de mayo de 2009, a fin de continuar su labor en el equipo técnico peruano encargado de la demanda sobre delimitación marítima -  (Controversia de delimitación marítima entre Chile y el Perú), - que ella coordinó y que culminó con éxito, al reconocer la Corte los derechos del Perú sobre más de 50 000 km2 de mar en su fallo del 27 de enero de 2014.
Entre 2011 y febrero de 2013 se desempeñó como cónsul del Perú en Rumania, y entre marzo de 2013 y enero de 2014 asumió el cargo de cónsul del Perú en Grecia, manteniendo durante todo este tiempo la coordinación de la Delegación peruana en el contencioso sobre delimitación marítima con Chile.
Desde marzo de 2014 hasta febrero de 2016 ejerció el cargo de Directora de Asuntos Jurídicos y Política Marítima Internacional en la Comisión Permanente del Pacífico Sur (CPPS), con sede en Guayaquil.
A partir de 2017 ejerció funciones en la Academia Diplomática del Perú  "Javier Perez de Cuellar", accediendo a partir de julio de 2018 al cargo de directora adjunta de la misma.
El 5 de febrero de 2020 fue nombrada embajadora del Perú en el Reino de los Países Bajos, asumiendo sus funciones oficialmente el 3 de septiembre de 2020, fecha en que presentó sus cartas credenciales al Rey Guillermo Alejandro en ceremonia oficial llevada a cabo en el Palacio Nordeinde.

## Vida académica
Marisol Agüero es catedrática titular de Derecho del Mar en la Academia Diplomática del Perú y ha dictado cursos y conferencias en diversos centros académicos del Perú y del extranjero, entre los que destaca la Universidad de Cambridge, Reino Unido, y la Universidad de Sevilla en la Maestría sobre Planificación Marina organizada por el Programa Erasmus Mundus de la Unión Europea.
En junio de 2004 fue incorporada a la Sociedad Peruana de Derecho Internacional en reconocimiento a los importantes aportes que viene dando en el campo del Derecho Internacional.

## Publicaciones
- Consideraciones para la Delimitación Marítima del Perú (2001),[1] publicado por el Fondo Editorial del Congreso de la República, sobre la tesis de las doscientas millas y el origen de las controversias en torno a la delimitación marítima del Perú.[2]

- Diversos artìculos y trabajos sobre el Derecho del Mar.[3]

## Distinciones
Entre las distinciones que ha recibido se encuentran la condecoración "Orden al Mérito por Servicios Distinguidos" en los grados de Oficial, siendo Primera Secretaria en el Servicio Diplomático (2004), y en el grado de Comendador, en la categoría de Consejera (2008), ambas impuestas por el Gobierno peruano, en reconocimiento a su destacada trayectoria profesional en el Servicio Diplomático del Perú.
En el plano académico, obtuvo el premio "Asociación de Funcionarios Diplomáticos del Perú" a la excelencia durante los tres años de estudios en la Academia Diplomática (1990); el premio "Fundación Academia Diplomática del Perú" a la mejor tesis del año 1990; y el premio internacional "Walter Muller", otorgado por el Instituto de Derecho Marítimo de la Organización Marítima Internacional al mejor proyecto legislativo en el campo del Derecho del Mar (2006).
En febrero de 2014, luego de concluida exitosamente la demanda peruana ante la Corte Internacional de Justicia de La Haya frente a Chile, fue condecorada,  junto a otros integrantes de la delegación peruana ante esa Corte, por el presidente de la Asamblea Nacional de Rectores del Perú con la 'Medalla de Oro de la Universidad Peruana', en ceremonia realizada en la sede de esta institución.
El 24 de marzo de 2014 el Ministerio de la Mujer y Poblaciones Vulnerables (MIMP) del Perú le confirió una condecoración especial dentro de la XI Condecoración “Orden al Mérito de la Mujer 2014”, máximo reconocimiento que el Estado peruano otorga a mujeres que destacan en el compromiso y la defensa de los derechos de las mujeres y para mostrar la participación de la mujer en diversas áreas profesionales.
En junio de 2019 Marisol Agüero Colunga fue incorporada al Instituto de Estudios Histórico Marítimos del Perú (IEHMP) como Miembro de Número, con una ponencia sobre la importancia económica y estratégica de los recursos vivos y no vivos de los fondos marinos situados fuera de las jurisdicciones nacionales y su regulación jurídica a nivel internacional.